# Coturnicops exquisitus
Il rallo di Swinhoe (Coturnicops exquisitus Swinhoe, 1873) è un uccello della famiglia dei Rallidi originario dell'Asia orientale.

## Descrizione
Con una lunghezza massima di 13 cm e un peso di circa 24,5 g, il rallo di Swinhoe è il rappresentante più piccolo della famiglia dei Rallidi. La sommità della testa e della regione dorsale è di colore nerastro; sul corpo, fino alla coda, sono presenti larghe strisce color cannella intervallate da strisce più sottili bianche. La faccia è bruno-grigiastra. Le regioni inferiori sono bianche, con una serie di strisce ocra-tenné sulla parte anteriore del collo e quella superiore del petto, sui fianchi e le copritrici del sottocoda. Le remiganti secondarie sono bianche.

## Distribuzione e habitat
Il rallo di Swinhoe nidifica in poche località della Russia sud-orientale e della Cina nord-orientale, ma recentemente alcune coppie nidificanti sono state avvistate anche nella Prefettura di Aomori (Giappone). È di passo e svernante in Mongolia, Corea del Nord, Corea del Sud, Giappone (comprese le isole Ryukyu) e Cina meridionale e orientale. La specie, tuttavia, è divenuta piuttosto rara, soprattutto in Cina, dove ancora agli inizi degli anni ottanta, nella zona del lago Poyang (Jiangxi), si registrava una densità di 5-30 esemplari per km². Si incontra in paludi, risaie e altre zone umide.

## Conservazione
Con una popolazione totale stimata sui 3500-15000 esemplari, è considerata «vulnerabile» dalla IUCN.